# Station Wojaszówka
Station Wojaszówka is een spoorwegstation in de Poolse plaats Wojaszówka.